# Thẩm Hà
Thẩm Hà (tiếng Trung: 沈河区, Hán Việt: Thẩm Hà khu) Là một quận của thành phố Thẩm Dương (沈阳市), tỉnh Liêu Ninh, Cộng hòa Nhân dân Trung Hoa. Quận này có diện tích 18 km², dân số 600.000 người, mã số bưu chính 110011. Quận lỵ đóng tại số 25 đường Thịnh Kinh. Quận Thẩm Hà được chia ra 10 nhai đạo.